# 月曜日のたわわ
『月曜日のたわわ』（げつようびのたわわ）は、日本の漫画家の比村奇石によってTwitter上に毎週月曜日にアップロードされるイラスト群。2016年・2021年にWebアニメ化されている。

## 概要
胸の大きな女性キャラクターを描いたイラスト群。1枚目がアップロードされたのは2015年2月23日であり、比村のTwitterアカウントにおいて『月曜朝の社畜諸兄にたわわをお届けします』と題されていた。「月曜日の朝に会社に向かう憂鬱さが胸の豊かな女の子のイラストで軽減された」という反応があったことがきっかけとなり、毎週月曜日にアップロードされるようになった。2枚目からナンバリングが開始され、2016年における初めてのアップロード「その46」において『月曜日のたわわ』とタイトルが変更される。イラストは全て青色のグレースケールで描かれている。
イラストをまとめたものが比村の同人サークル『比村乳業』の同人誌としてコミックマーケットなどで頒布されている。本文は描き下ろし漫画も含めてWebに合わせて青一色で印刷されていて、内容はシリーズ中で最も刺激的。電子版も有るが紙媒体より2巻ほど遅れがち（2024/06現在、紙：XVI、kindle：XIV）である。
各話の内容は独立しており連続性はないが、後述するWebアニメでは登場人物が別の話にモブキャラクターとして登場することがある。
2016年12月5日には、同年12月29日から2017年1月31日まで開催される「コミックマーケット91 献血応援イベント」に本作も参加することが発表された。
2020年11月9日には、同年11月16日発売の『週刊ヤングマガジン』51号から新たに再構成した漫画版として連載開始されることが報じられた。今後もTwitterでの更新は続けるという。一方、漫画版は同人版と違って休載が少なからず発生しているほか、キャラクター設定が一部変更されてより緊密にクロスオーバーしている。単行本は通常フォーマットの物に加えて、判型や印刷色を同人誌版に合わせた「青版」も発行されている。
2025年6月時点で累計部数が260万部を突破している。

## 登場人物
本作のキャラクターはいずれも氏名が明らかにされておらず、以下の呼称は作中の呼び名やサブタイトル・アニメ版クレジット・作者コメント等による物である。また男性キャラ・モブキャラは基本的に目が描かれておらず、画面に口元しか映らない場合もあり、読者が登場人物の設定の認識に混乱を生じやすい原因ともなっている。

### 主要メンバー
アイちゃん
声 - 原田彩楓
女子高生。10月5日生まれ、17歳。身長149センチメートル。AB型
小柄な体格と大きな胸、端正な顔立ちという容姿をしており、学校の内外問わず周囲の男性から注目を集めている。クラス委員長をしており、月曜日は早めに登校しているが通学中に階段から転落し、お兄さんを下敷きにしてしまったことがきっかけで知り合う。本名は不明で、「アイちゃん」という名前はバストサイズに由来する。バストサイズは現在も成長し続けており、カップが増えたため「ジェイちゃん」と改名したこともある（その後名前は元に戻っている）。クラスでは「いいんちょ（委員長）」と呼ばれている。漫画版では100話目で100cmの「ケーちゃん」になったことをお兄さんに報告した。
ブラウスや上着といった上半身の服は体格に合わせるとパツパツ、胸に合わせるとぶかぶかと、ブラ含めて服飾費が嵩むこともあってパン屋（レストラン併設）の店員やジト目ちゃんの神社でも巫女のバイトをしている。
なお、委員会は途中で辞めているのだが、月曜日に早出する習慣は変えておらず、引き続きお兄さんにボディガードを頼んでいる。文化祭では実行委員長を務めており、帰宅部なのに隠然たる実力（性別を問わぬカースト上位の崇拝者や「先生」の弱みを把握など）を認められ「陰の女帝」とも呼ばれる。
お兄さんとの関係は、同人誌版では彼の部屋でベッドに上がる（刺激的な一枚絵やさらに…な作中画アリ）ほど深まっているが、漫画版では電車とバイト先で会う程度と良識を保っている。
後輩ちゃん
声 - 茅野愛衣
商社勤務のOL。4月11日生まれ、24歳。身長161センチメートル。O型。
右目の下に泣きボクロがある。猫好きで先輩が飼っている「フミちゃん」と遊べるという理由で留守番や一足先に食事の準備などしており、今のところ他意はない。無防備そうに見えるが理系ちゃんや先輩さん以外の前ではガードが堅く食べるのも呑むのも慎みが有る。一方で彼らの前ではタガが外れがちで、漫画版で判明したことだがジムで運動している分の「ご褒美」とも考えている。先輩をジムに誘うが、代わりに教えられたサウナにドハマりしている。北海道出身でＧ出現時に先パイを自室に緊急呼出した。シャツは立体裁断やバストトップに隠しボタンを備えたものを使っている。既製品なのでアイちゃんにも紹介しているが、需要の少なさから値段はお高め。
11巻あとがきでは、作者の相棒役である「琥珀石」氏の代役をしていた。
ジト目ちゃん
神社の娘で、巫女をしている。目付きが悪く、神社に祀られている神さまからは「チベットスナギツネ」と呼ばれている。和装の美しさに関してはこだわりがあり、神楽の舞台などに上がる際にはさらしで締め付け、病弱な質でもあり舞台から降りると倒れるほど。
漫画版ではアイちゃんの高校の1年後輩で弓道部員。アイちゃん達からは「ミコちゃん」と呼ばれている。少なからずコミュニケーションに難があり、友人やイトコのお兄さんが通訳している。同人版では巫女服時のみだったが、漫画版では普段から和装ブラを愛用している（本来のサイズのブラも持ってはいる）。設定はかなり掘り下げられていて、実家である神社は中々に由緒正しく、母親は彼女を実家に預けたことで自由を得たと語られている。
「兄さん」と呼ぶ彼への崇敬と好意は強いがインターハイの夏に一気に仲が深まり、祖父への御挨拶では豪快なところを見せる。
前髪ちゃん
声 - 高橋李依
女子高生→女子大生→主婦。9月20日生まれ、18歳。身長157センチメートル。A型。
前髪が目元までかかった髪型をしている女性（目は髪の隙間から見えており、隠れているわけではない）。高校在学中から先生に異性としての好意を抱き、同人誌版では卒業後に交際を経て結婚してからはアイちゃんと同じマンションに住んでおり、一児の母となっている。高校在学中はテニス部員としても活躍、生徒会長を務めていた。結婚までは何かに付けて先生から言質を取ろうとしており、録音用にスマホを忍ばせていた。大学進学を機に先生とは半同棲状態。素のスペックが高かったのもあるが、経済的事情から無頓着だったおしゃれに挑戦すべく学習塾講師のバイトを始める。
同人版ではアイちゃんとは別の高校に通学しており、面識を持ったのは卒業して先生と同棲し始めた後であるが、漫画版では同じ高校に通学していたことから在学中に面識を持っている。また大学では理系ちゃんのテニスサークルの後輩であり、学習塾では妹ちゃんの担当講師である。
コミックス3巻巻末の解説によれば、両者の違いは制服や髪色といった外見から家族構成にまで及ぶが、もっとも大きな違いは漫画版は入学当初は「そこまでたわわでも無かった」という点である。
漫画版では多くの登場人物に狂言回し的に関わり「おもにコイツのせい」（10巻あとがき）と書かれている。
バレー部ちゃん
声 - 石上静香
アイちゃんの同級生、１年の時からバレー部エース。漫画版ではお兄さんの従妹。見た目から男女含めてトラブルも起こりがちなアイちゃんのフォローをしているが、見返りとしてほぼセクハラなスキンシップを要求し、アイちゃんも彼女に対してはまったく遠慮しないなど気のおけない関係となっている。本人もかなりの巨乳で美人だが、ボーイッシュなルックスのため、主に後輩女子から絶大な人気を誇る。前述の通りオヤジ臭い言動が多く人前で女らしい格好をするのが恥ずかしいという一面もあるが、アイちゃんとの熱愛夢でネコ役に目覚め急に女性化し周囲を戸惑わせて以降は、元からの素材の良さもあって色々いじられている。
チアちゃん
声 - 高野麻里佳
某高校チアリーディング部のエース。母校の高校野球大会で行ったパフォーマンスから芸能事務所にスカウトされ、アイドルになる。
漫画版ではスカウトの切っ掛けになった大会は数年前で高校は卒業しており、在学中からアイドルを兼業し注目されている。仕事のストレスから解放される場所として野球部くんの部屋で（ただ単に）寝ている。
高いプロ意識をもってアイドルという職業に就いているが、野球部君の部屋へ行く途中に隣室の「先生」への誤解から野球部君への気持ちを自覚し、帰宅途中の彼の胸に飛び込むのをパパラッチされてしまう。
ホルスタインさん
声 - 山根綺
漫画版には2024/06現在未登場の「たわわ牧場」に勤めている飼育員。牧場の牝牛たちからは「妹」と認識されている。
黒子ちゃん
クラス内では目立たない子だが、自撮り画像をネットに挙げていた。それに気づいたクラスメイトに対してさらにキワドイ画像を送るようになる。
漫画版では106話で初登場。アイちゃんたちとは別の学校の生徒。学力試験では常にトップの優等生。そのたわわぶり自体は体育の授業で発覚しているが、普段は意図的に猫背にして目立たなくしている。
貞ちゃん
漫画版には未登場の幽霊。顔を覆うほど非常に長い髪をしている。マニアさんの部屋に現れるが、部屋のモニターが小さくて出てこられず、マニアさんと奇妙な交際が始まる。生前は女優。子役からのキャリアがあったが、二次性徴で胸が育って以降は伸び悩んだ末、低予算のパロディ映画撮影中の事故で井戸に落ち亡くなった。マニアさんが大画面モニターを購入したことでついに取り殺すかと思われたが、逆に征服されてしまい、近隣に騒音被害（声が大きいらしい）を及ぼしてしまう。苦情を言いに来たアイちゃんに霊障を起こしたことでジト目ちゃんに保護され、神社で働くことになる。
ちなみに胸の大きさはすべての登場人物の中で最も大きい

### パートナーたち
お兄さん
声 - 間島淳司
サラリーマン。通勤中、駅の階段から転落してきたアイちゃんの下敷きとなり、入院したことをきっかけとして彼女と知り合う。それ以降、月曜日の朝のみ委員会の用事で通学時間が早くなるアイちゃんのボディーガードを務めており、彼女に会えることを毎週の心の支えにしており、弾けたシャツのボタンを「お守り」として渡されている。漫画版においては、実はバレー部ちゃんとは従兄妹同士（互いにアイちゃんと知己であることはまだ知らない）。長身であり、学生時代はバレー選手だった模様。
先輩
声 - 内匠靖明
後輩ちゃんの職場の先輩（「先パイ」表記多数）。仕事に関しては有能な模様。先輩社員として後輩ちゃんを指導しつつ、自分に対して隙の多い彼女の様子に困惑している。飼っている猫には名前を付けずにいたが、後輩ちゃんに（初対面時にだっこしたら、前足でひたすらおっぱいを踏み踏みしてきたため）フミちゃんと勝手に命名される。サウナ好きで、後輩ちゃんや理系ちゃんにも布教している。
イトコのお兄さん
ジト目ちゃんの許婚で神職見習い。メガネを外すとかなり怖い感じらしい。
漫画版ではアイちゃんの高校の1年先輩で弓道部部長。前年度には生徒会書記を務め、前髪ちゃんの後輩で崇拝者の一人。
ジト目ちゃんが預けられた当初は妹分が出来たことにはしゃいでおり、許婚なんてのはうやむやになると思っていた。しかし、彼女の成長を意識した頃から彼女への好意と「許婚という立場」を維持していれば安易に彼女が手に入るという状況に悩んでいた。
漫画版でインターハイ出場前に祖父に許嫁解消を直訴し認められ、以後は互いに自由意思による交際を楽しんでいる模様だが、調子に乗っているのか祖父相手にケンカ売っているような状態に陥りやすくなっている。
なお、彼やジト目ちゃんの弓道部設定は弓道経験のある担当編集者が監修することで成立したとのこと。
先生
声 - 柳田淳一
前髪ちゃんが通学していた高校の教師。教師としての倫理観が強く、教え子である前髪ちゃんからの告白を断っていたが、卒業後に押し切られるような形ではあるがタガが外れたように関係を深めた。結婚するまではお兄さんと同じアパートの隣の部屋に住んでいた（前髪ちゃんとのいちゃつきを、お兄さんやアイちゃんに何度も目撃されている）。
同人版ではアイちゃんとは別の高校に勤務していたが、漫画版ではアイちゃん達の担任教師であり、アイちゃんに交際の秘密を握られている。アドバイスも受けており、彼女とお揃いのペアリングを買ったりして生徒からはからかわれたり、浮かれて妄想に耽っているのを放置されたりしている。
野球部
声 - 坂泰斗
チアちゃん隣家の幼馴染の少年。あたりまえにモテモテのチアちゃんを彼氏志願者たちからガードするマネージャ的役割をしてレギュラーにもなれない。
高校を卒業して東京の工場に就職し、彼女の近くでアパート住まいし自活している。
チアちゃんからバスト増強のためマッサージを頼まれた際に大真面目に勉強して修得したが、バストアップの施術するだけ（で彼女は『トロットロじゃん（目撃者：前髪）』なのに）というピュアなのかバカなのか（漫画版10巻あとがき）不明であったが、11巻収録の99話でお互いの匂いが「安心物質化」していることが明らかとなっている。
飼育員さん
ホルスタインさんの同僚の青年。畜産にハマり込み過ぎていて、女性の胸も「牛基準」と認識がずれている。
クラスメイトくん
黒子ちゃんのクラスメイトの少年。黒子ちゃんのことに気付くが、逆になにかとイジられるようになる。漫画版では107話に登場。黒子ちゃんとは学力試験のライバルだが「万年2位」。
マニアさん（仮）
AVマニアでレンタル屋店員。貞ちゃんの主演作も知っていた。モニターから出てきた貞ちゃんに取り殺されるどころか逆に征服してしまうという非常識な人。お兄さんの住むアパートの上の部屋に住んでいる。

### その他
妹ちゃん
声 - 井口裕香
アイちゃんの2歳下の妹。中2でFカップ（身長は140前半）と、姉や母に劣らず鋭意成長中だが、まだまだお子様な面が強く、家族の地雷を踏んだりすることも多い。成長率は姉と同じなので、ブラジャーは「お下がり」を渡される。胸しか見てこない男子には辟易（サルども呼び）していて男嫌い。バレー部ちゃんに恋している。
同人版では、姉やバレー部ちゃんと同じ高校に進学している。
お母さん
声 - 井上喜久子
アイちゃんの母。やや年の離れた夫がいる。アイちゃん以上に胸が大きく、娘曰く「最大」。娘たちの成長に関しては「一族の定め」と考えているが、時折ツッコミを入れる。
理系ちゃん
大学院生。学部の授業のTA（ティーチングアシスタント）を担当しており、同人版では受験生男子の家庭教師もしていた。後輩ちゃんの同期で隙の多い彼女を守っていたが、警戒した先輩さんとは友人として意気投合し、かえってヤキモチを焼かれている。漫画版ではテニスサークルに所属しており、大学生になった前髪ちゃんの先輩として学習塾のバイトを紹介する。曰く「猿（煩悩男子）は知ったことではないが、ピュアな恋には応援したくなる」とのこと。5巻からのあとがきでは作者の代理をしており、本来は絶対やらない媚びたポーズに後輩ちゃんが慄いていた。
同人版では教え子である受験生男子とは彼が自分と同じ大学に入学した後に交際している模様。
神さま
ジト目ちゃんの実家に祭られている、縁結びと子宝の神。神様ではあるがノリが良く、ジト目ちゃんにはやたらとセクハラ発言してくる。外来語は苦手なのによく使う。前髪ちゃんが子宝祈願に参拝した際にはその「ぷれっしゃあ」に慄いていた。
トレーナーさん
声 - 津田美波
スポーツジム「たわわスポーツ」のトレーナー。漫画版では後輩ちゃんと先輩さんが通っているが、2人の様子を微笑ましく見守っている。
課長
声 - 相馬康一
お兄さんの上司。
歯科衛生士さん
声 - 能登麻美子
「たわわ歯科クリニック」の女医。
CA
声 - 大久保瑠美
キャビンアテンダント。
スタンドバイトちゃん　
声 - 和多田美咲
ガソリンスタンドのアルバイト店員。
バレー部ちゃんの弟
顔が姉そっくりなのを理由に妹ちゃんに襲われそうになる。
漫画版ではバレー部ちゃん自宅のシーンで登場したのみ。
後輩ちゃんの弟
男子校に通う高校生。姉と同じく泣きボクロがある(位置は左右逆)。中性的な顔立ちの美少年で、校内の女装コンテストの際は同級生達の圧倒的な推薦を受け強引に女装させられた結果、姉に似た見事な巨乳美少女へと変貌した(同級生の中には彼に惚れる者まで現れたほど)。
漫画版には現時点で未登場だが、後輩ちゃんの発言により存在は示唆されている。
前髪ちゃんのママ
同人誌版ではやり手の弁護士。シングルマザーだが、交際相手がいる事が語られている。漫画版ではスナックを営む巨乳美人ママ。やはりシングルマザーだが、現在交際相手はおらず、先生に「親子丼」を持ちかけたりしている。

## 書籍情報

### 同人誌
| 巻数 | 書名                     | 発刊日         | 発刊イベント                       |
| ---- | ------------------------ | -------------- | ---------------------------------- |
| 1    | 月曜日のたわわ           | 2015年12月31日 | コミックマーケット89               |
| 2    | 月曜日のたわわ そのII    | 2016年8月14日  | コミックマーケット90               |
| 3    | 月曜日のたわわ そのIII   | 2016年12月31日 | コミックマーケット91               |
| 4    | 月曜日のたわわ そのIV    | 2017年8月11日  | コミックマーケット92               |
| 5    | 月曜日のたわわ そのV     | 2017年12月31日 | コミックマーケット93               |
| 6    | 月曜日のたわわ そのVI    | 2018年8月12日  | コミックマーケット94               |
| 7    | 月曜日のたわわ そのVII   | 2018年12月31日 | コミックマーケット95               |
| 8    | 月曜日のたわわ そのVIII  | 2019年8月12日  | コミックマーケット96               |
| 9    | 月曜日のたわわ そのIX    | 2019年12月31日 | コミックマーケット97               |
| 10   | 月曜日のたわわ EXTRA     | 2020年5月5日   | コミックマーケット98（エアコミケ） |
| 11   | 月曜日のたわわ そのX     | 2020年12月30日 | エアコミケ2                        |
| 12   | 月曜日のたわわ そのXI    | 2021年8月14日  |                                    |
| 13   | 月曜日のたわわ そのXII   | 2021年12月31日 | コミックマーケット99               |
| 14   | 月曜日のたわわ そのXIII  | 2022/8/14      | コミックマーケット100              |
| 15   | 月曜日のたわわ そのXIV   | 2022/12/31     |                                    |
| 16   | 月曜日のたわわ そのXV    | 2023/08/14     | コミックマーケット105              |
| 17   | 月曜日のたわわ そのXVI   | 2023/12/31     | コミックマーケット103              |
| 18   | 月曜日のたわわ そのXVII  | 2024/8/12      |                                    |
| 19   | 月曜日のたわわ そのXVIII | 2024/12/29     |                                    |

備考
会場限定として頒布されている「（タイトル）+α」もある。

### 漫画
- 比村奇石『月曜日のたわわ』講談社〈ヤンマガKCスペシャル〉、既刊13巻（2025年6月30日現在）
  1. 2021年4月5日発売[7][8]、ISBN 978-4-06-522434-2 / ISBN 978-4-06-523281-1（青版）
  2. 2021年8月2日発売[9][10]、ISBN 978-4-06-524347-3 / ISBN 978-4-06-524348-0（青版）
  3. 2021年12月6日発売[11][12]、ISBN 978-4-06-526175-0 / ISBN 978-4-06-526176-7（青版）
  4. 2022年4月4日発売[13][14]、ISBN 978-4-06-527472-9 / ISBN 978-4-06-527473-6（青版）
  5. 2022年8月1日発売[15][16]、ISBN 978-4-06-528793-4 / ISBN 978-4-06-528792-7（青版）
  6. 2022年11月5日発売[17][18]、ISBN 978-4-06-530062-6 / ISBN 978-4-06-530061-9（青版）
  7. 2023年5月8日発売[19][20]、ISBN 978-4-06-531691-7 / ISBN 978-4-06-531695-5（青版）
  8. 2023年8月8日発売[21][22]、ISBN 978-4-06-532658-9 / ISBN 978-4-06-532655-8（青版）
  9. 2023年12月4日発売[23][24]、ISBN 978-4-06-533945-9 / ISBN 978-4-06-533943-5（青版）
  10. 2024年5月7日発売[25][26]、ISBN 978-4-06-535588-6 / ISBN 978-4-06-535590-9（青版）
  11. 2024年9月2日発売[27][28]、ISBN 978-4-06-536915-9 / ISBN 978-4-06-536914-2（青版）
  12. 2025年2月3日発売[29][30]、ISBN 978-4-06-538575-3 / ISBN 978-4-06-538576-0（青版）
  13. 2025年6月30日発売[5][31]、ISBN 978-4-06-540138-5 / ISBN 978-4-06-540259-7（青版）

## Webアニメ
2016年10月10日にサプライズで全12回予定のアニメ化が発表され、同時に「その1」がYouTubeにて公開された。しかし、その約10時間後には「YouTubeのコミュニティガイドライン違反に当たる」として削除された。この事態について、比村は削除されたことも含めて大反響に感謝すると共に、再配信時には改めて告知する旨を明言する一方、アニメ製作はチーム作業ゆえに個人の一存で答えられることは無い旨も説明している。10月17日、ニコニコ動画に2話目がアップロードされ、今後ニコニコチャンネルにて配信されることが比村のツイートによって発表された。
2020年10月7日からは、全12話＋未配信全2話がAT-Xにてテレビ初放送された。
第2期『月曜日のたわわ2』は2021年9月20日から12月6日までABEMAにて配信。第1期同様に事前の配信告知はなかった。
なお、先述の漫画版ではなく同人版を原作としているため、前髪ちゃんと先生が結婚するまでのエピソードがアニメ化された際には、視聴者の混乱を懸念した比村が自身のTwitterでお詫びを述べている。

### スタッフ
|                               | 第1期                   | 第2期                               |
| ----------------------------- | ----------------------- | ----------------------------------- |
| 原作                          | 比村奇石                | 比村奇石                            |
| 監督                          | 村山公輔                | 小川優樹                            |
| シリーズ構成                  | N/A                     | 鴨志田一                            |
| キャラクターデザイン          | 吉井弘幸                | 佐藤天昭                            |
| 美術監督                      | 菊地明子、松本浩樹      | 安田ゆかり                          |
| 美術設定                      | 小山真由子              | N/A                                 |
| 色彩設計                      | 坂上康治                | 古市裕一                            |
| 撮影監督                      | 中野遼太郎              | 林コージロー                        |
| 編集                          | 高橋歩                  | 丹彩子                              |
| 音響監督                      | 明田川仁                | 明田川仁                            |
| 音響効果                      | 猪俣泰史                | 猪俣泰史                            |
| 音楽                          | 出羽良彰                | 出羽良彰                            |
| 音楽                          | N/A                     | 山口たこ                            |
| 音楽制作                      | NBCユニバーサル         | NBCユニバーサル・エンターテイメント |
| 音楽プロデューサー            | 西村潤                  | 藤平直孝                            |
| プロデューサー                | 福永佳祐、大上裕真      | 福永佳祐、大上裕真                  |
| プロデューサー                | 小倉充俊、兼光一博      | 梁川達尚、浅井春人                  |
| アニメーション プロデューサー | 向峠和喜                | 中谷諭史                            |
| アニメーション制作            | PINE JAM                | クラウドハーツ                      |
| 制作統括                      | N/A                     | 横浜アニメーションラボ              |
| 製作                          | NBCユニバーサル、月鈴舎 | NBCユニバーサル、月鈴舎             |
| 製作                          | アイオウプラス          | GOT、ユニオンクリエイティブ         |

### 主題歌
「乙女のたわわ」
アイちゃん（原田彩楓）による第1期エンディングテーマ。作詞・作曲は饗庭純、編曲は出羽良彰。
「アイノカタチ」
アイちゃん（原田彩楓）による第2期エンディングテーマ。作詞・作曲・編曲は藤原隆之。

### 各話リスト
| 話数   | サブタイトル                                               | 絵コンテ | 演出     | （総作画監督） 作画監督        | 配信日          |
| ------ | ---------------------------------------------------------- | -------- | -------- | ------------------------------ | --------------- |
| その1  | 月曜日のたわわ                                             | 村山公輔 | 村山公輔 | 豆塚隆                         | 2016年 10月10日 |
| その2  | しっかり者のつもりだがスキの多い後輩                       | 尋田耕輔 | 尋田耕輔 | 阪野日香莉                     | 10月17日        |
| その3  | TAWAWA SPORTS                                              | 村山公輔 | 瀬川真矢 | 瀬川真矢                       | 10月24日        |
| その4  | ブルーマンデーの天使                                       | 村山公輔 | 村山公輔 | 山中正博                       | 10月31日        |
| その5  | アイちゃんと決戦の身体測定                                 | 村山公輔 | 村山公輔 | 清水裕輔                       | 11月7日         |
| その6  | 身持ちの堅いつもりだがガードの緩い後輩                     | 尋田耕輔 | 尋田耕輔 | 阪野日香莉                     | 11月14日        |
| その7  | アイちゃんと一夏の思い出                                   | 尋田耕輔 | 広橋啓太 | （豆塚隆） 佐藤篤志            | 11月21日        |
| その8  | 絶対によく効く鎮痛剤                                       | 古賀一臣 | 古賀一臣 | 三井麻未                       | 11月28日        |
| その9  | アイちゃんとパン屋の制服                                   | 古賀一臣 | 古賀一臣 | 松原一之                       | 12月5日         |
| その10 | アイちゃんとマラトンの戦い                                 | 村山公輔 | 古賀一臣 | 佐藤天昭 山内亜紀              | 12月12日        |
| その11 | 丸々見逃した彼女のハイティーン時代を後悔と共に想像する遊び | 古賀一臣 | 古賀一臣 | 三井麻未 清水裕輔              | 12月19日        |
| その12 | アイちゃんと大人の階段                                     | 村山公輔 | 村山公輔 | 三井麻未                       | 12月26日        |
| その13 | うっかり者だが愛され上手の可愛い後輩                       | 古賀一臣 | 古賀一臣 | 阪野日香莉                     | 未配信          |
| その14 | アイちゃんとプライベートフィルム                           | 村山公輔 | 村山公輔 | 関口雅浩 重原克也 ひのたかふみ | 未配信          |

| 話数   | 脚本     | 絵コンテ | 演出     | 作画監督                                                            | 総作画監督 | 配信日         |
| ------ | -------- | -------- | -------- | ------------------------------------------------------------------- | ---------- | -------------- |
| その1  | 鴨志田一 | 小川優樹 | 相浦和也 | 嵩本樹                                                              | 佐藤天昭   | 2021年 9月20日 |
| その2  | 鴨志田一 | 頂真司   | 相浦和也 | 泉坂つかさ                                                          | 佐藤天昭   | 9月27日        |
| その3  | 鴨志田一 | 小川優樹 | 相浦和也 | 嵩本樹                                                              | 佐藤天昭   | 10月4日        |
| その4  | 鴨志田一 | 頂真司   | 相浦和也 | 嵩本樹                                                              | 佐藤天昭   | 10月11日       |
| その5  | 鴨志田一 | 小川優樹 | 相浦和也 | 森下勇輝                                                            | 佐藤天昭   | 10月18日       |
| その6  | 鴨志田一 | 頂真司   | 相浦和也 | 嵩本樹                                                              | 佐藤天昭   | 10月25日       |
| その7  | 鴨志田一 | 頂真司   | 相浦和也 | 橋本有里                                                            | 佐藤天昭   | 11月1日        |
| その8  | 鴨志田一 | 相浦和也 | 相浦和也 | 橋本有里                                                            | 佐藤天昭   | 11月8日        |
| その9  | 鴨志田一 | 亀井幹太 | 相浦和也 | 嵩本樹、武藤信宏                                                    | 佐藤天昭   | 11月15日       |
| その10 | 鴨志田一 | 井端義秀 | 相浦和也 | Chae Gwang Han、Park Hoon                                           | 佐藤天昭   | 11月22日       |
| その11 | 鴨志田一 | 亀井幹太 | 相浦和也 | 橋本有里、今橋明日菜                                                | 佐藤天昭   | 11月29日       |
| その12 | 鴨志田一 | 小川優樹 | 相浦和也 | 王國年、橋本有加 森下勇輝、西田美弥子                               | 佐藤天昭   | 12月6日        |
| その13 | 鴨志田一 | 相浦和也 | 相浦和也 | 嵩本樹、武藤信宏 川久保美冴、池上たろう 相澤秀亮、橋本有加 森下勇輝 | 佐藤天昭   | 未配信         |

### 配信サイト
| 配信開始日     | 配信時間       | 配信サイト         | 備考                                          |
| -------------- | -------------- | ------------------ | --------------------------------------------- |
| 2016年10月10日 | 月曜 8:00 更新 | YouTube            | 第1話のみ配信                                 |
| 2016年10月17日 | 月曜 6:00 更新 | ニコニコチャンネル | 初回は2話一挙配信。第2話以降1週間の限定公開。 |

| 配信開始日                             | 配信時間   | 配信サイト | 備考 |
| -------------------------------------- | ---------- | ---------- | ---- |
| 2021年9月20日                          | 月曜 7時台 | ABEMA      |      |
| 第2話以降は7:07 - 7:14に生配信も実施。 |            |            |      |

## 海外展開
欧米ではCrunchyrollが、南アジアや東南アジアでは木棉花国際が作品を配信している。

## 反響

### たわわチャレンジ
2016年10月10日に「その86」がアップロードされると、韓国のファンを発祥として、女性が胸の上にスマートフォンを乗せた写真をTwitter上で公開する「たわわチャレンジ」が流行し始めた。まもなく日本に逆輸入され、倉持由香、天木じゅん、鈴木咲などのグラビアアイドルも参加し、2017年1月には日本のマーケティングアナリスト原田曜平がテレビ番組で「2017年は一般女性による巨乳自慢動画「たわわチャレンジ」が流行する」と予測するほどであった。

### 日経新聞広告
2022年4月4日、単行本第4巻の販促キャンペーンの一環として、日本経済新聞の朝刊全国版に同日発売の単行本第4巻の全面広告が行われた。広告の内容は、制服姿の女子高生の胸や足を強調した絵とともに「今週も、素敵な一週間になりますように」と書かれた内容であった。ヤングマガジン編集部は、コミックナタリーの記事で「4月4日は今年の新入社員が最初に迎える月曜日です。不安を吹き飛ばし、元気になってもらうために全面広告を出しました」と説明した。

#### 国連女性機関による抗議表明
4月8日、UNウィメンアンステレオタイプアライアンス日本支部アドバイザーの治部れんげが、ハフポスト日本版を通じて以下3つの問題を指摘した。
1. 女性や性的な描写のある漫画を好まない男性が「見たくない表現に触れない権利」をメディアが守れなかった
2. 「異性愛者の男性が未成年の少女を性的な対象として搾取する」という「ステレオタイプ」（世間的固定概念）を肯定し、新聞社が「社会的なお墨付きを与えた」と見られる
3. 「メディアと広告によってジェンダー平等を推進し有害なステレオタイプを撤廃するための世界的な取り組み」を国際機関とともに展開してきた日経新聞が、自ら「ジェンダーのステレオタイプを強化する」という矛盾に陥ってしまった

4月15日　UNウィメン日本事務所所長・石川雅恵がハフポスト日本版を通じて、UNウィメンが日本経済新聞に対して4月11日付けで今回の全面広告を「容認できない」と抗議する書面を送付したことを公表した。その中でUNウィメンは、対外的な公式の説明や、広告の掲載の可否を決めるプロセスの見直しなどを要求したという。抗議文の送付前のオンライン会議で、日本経済新聞は「社内で色々な人の目を通して検討したが、広告を問題だと認識しなかった」と説明した。抗議文の送付について、石川所長は日経新聞社がUN Womenと交わした覚書・規約などに違反したことへの異議申し立てを行ったとし、「国連機関が一般の全ての民間企業の言動を監視し、制限するわけではありません」と説明した。
4月16日、日本漫画家協会常務理事の赤松健が「『月曜日のたわわ』全面広告への抗議表明について」と題した文書を公開し、「私は、この抗議は典型的な『外圧』であって、表現の自由を守るために徹底的に反対しなくてはならないものと考えています」と見解を示し、「『現在掲載すべきでない広告が掲載されている』というメッセージを含んだ新聞広告の掲載基準の見直し要求」は表現規制であると抗議を行った。

#### 世論調査
2022年4月14日、経済学者の田中辰雄がウエブモニター調査（サンプル数3154）を行い、次の結論を報告した。
1. この広告に問題を感じているのは女性のうち3割強である。5割程度は表現の自由として容認している。3割強を小さいと見るか大きいと見るかは論者による。
2. 年齢が若くなるほど容認派が増える。20代女性で問題を感じる人は40代以上の女性の半分程度にとどまっている。
3. 広告を問題視する人が多いのは、既婚者、クリエイター、痴漢に厳罰を求める人、フェミニズム賛同者である。ただ、複数の解釈が可能で、含意は確定しない。
4. 一般論として正義を重視する人が広告を批判し、言論・表現の自由を重視する人が広告を容認している。